# Distretto di Kaeng Sanam Nang
Il distretto di Kaeng Sanam Nang (in thailandese: แก้งสนามนาง) è un distretto (amphoe) della Thailandia, situato nella provincia di Nakhon Ratchasima.